# Мальмуассон
Мальмуассо́н (фр. Mallemoisson, окс. Malameisson) — коммуна во Франции, находится в регионе Прованс — Альпы — Лазурный Берег. Департамент коммуны — Альпы Верхнего Прованса. Входит в состав кантона Западный Динь-ле-Бен. Округ коммуны — Динь-ле-Бен.
Код INSEE коммуны — 04110.

## Население
Население коммуны на 2008 год составляло 1032 человека.
| 1962 | 1968 | 1975 | 1982 | 1990 | 1999 | 2008 |
| ---- | ---- | ---- | ---- | ---- | ---- | ---- |
| 325  | 355  | 415  | 612  | 783  | 994  | 1032 |

## Экономика
В 2007 году среди 692 человек в трудоспособном возрасте (15—64 лет) 521 были экономически активными, 171 — неактивными (показатель активности — 75,3 %, в 1999 году было 69,9 %). Из 521 активных работали 491 человек (258 мужчин и 233 женщины), безработных было 30 (14 мужчин и 16 женщин). Среди 171 неактивных 57 человек были учениками или студентами, 62 — пенсионерами, 52 были неактивными по другим причинам.

## Достопримечательности
- Деревянная статуя Девы Марии (XVII век)
- Приходская церковь Нотр-Дам (1630)
- Часовня Нотр-Дам-де-Кательер
- Часовня Грийон (XX век)
- Бывший вокзал Мальмуассон (изначально вокзал Грийон)